# تيريزا البرتغالية
انفانتا تيريزا البرتغالية (4 أكتوبر 1178-18 يونيو 1250 ،) ملكة ليون القرينة بزواجها من ألفونسو التاسع ملك ليون حيث كانت تيريزا زوجته الأولى. ولدت تيريزا في قلمرية، وهي ابنة سانشو الأول ملك البرتغال ودولسي من أراغون.
لكن في عام 1194 أُعلن زواجها من ألفونسو باطلاً لقرابة العصب، فعادت إلى لورفاو في مملكة البرتغال حيث أسست ديرًا بندكتيًا، وبعد فترة وجيزة تحول إلى دير سسترسني ضم أكثر من 300 راهبة.
في عام 1230، توفي ألفونسو التاسع ولديه العديد من الأبناء من زوجته الثانية برينغيلا القشتالية التي أصبحت لاحقاً ملكة قشتالة، ولكن هذا الزواج الثاني ألغي أيضًا لأن برينغيلا كانت ابنة لابن عمه ألفونسو الثامن ملك قشتالة، إضافة لعدد من الأبناء من عدد من عشيقاته، مما أدى إلى خلاف بين أبناءه حول وراثة العرش، ولكن تدّخُل تيريزا منح عرش ليون لفرديناند الثالث ملك قشتالة الابن البكر لبرينغيلا. وبعد النزاع حول عرش ليون، عادت تيريزا إلى لورفاو، وبعد سنوات من الرهبنة توفيت في الدير في 18 يونيو 1250، بأسباب طبيعية.
في 13 ديسمبر 1705 م، تم تطويبها بموجب مرسوم باباوي من قبل البابا كليمنت الحادي عشر مع شقيقتها سانشا البرتغالية، ويوم عيدهما عند الكنيسة الرومانية الكاثوليكية في 17 يونيو.

## الأبناء
لتيريزا وألفونسو ولد وبنتين:
- فرديناند (حوالي 1192 – أغسطس 1214، توفي وعمره حوالي 22 سنة) كان وريث عرش ليون حتى وفاته عام 1214، وهو غير متزوج وليس لديه أبناء.
- سانشا (حوالى 1193– قبل 1243) لم تتزوج، وليس لديها أبناء، ترهبنت وتقاعدت في دير سان جيلرمو فيلابيونا (ليون).
- دولسي (حوالي 1194/1195 - حوالي/بعد 1243) لم تتزوج، وليس لديها أبناء.